# Інокентій III
Інноке́нтій III або Іноке́нтій III (лат. Innocentius III; 22 лютого 1161 — 16 липня 1216) — 176-ий Папа Римський (1198—1216). Світське ім'я — Лотаріо Конті з Сеньї (італ. Lotario dei Conti di Segni).

## Біографія
Народився в Італії, в місті Ананьї (італ. Anagni). Син графа Тразімондо, племінник Климента III. Вивчав богослов'я в Паризькому університеті й права в Болонському університеті. У вересні 1190 року Климент III призначив його кардиналом.
Незабаром після свого обрання Іннокентій III підпорядкував римський муніципалітет владі папи (префект став папським чиновником). Ініціював Четвертий хрестовий похід (1199—1204), який 1204 року поклав початок Латинської імперії в Константинополі. Підтримував створення 1198 року в Палестині Тевтонського ордена й надавав підтримку його першому Великому Магістрові — Генріху Вальпотові. Ініціював хрестовий похід проти альбігойців (1208). Тоді ж запровадив церковну інквізицію з місією проти альбігойців, призначивши її головою іспанця Домініка де Гусмана. 1212 року папа організував хрестовий похід дітей. На захоплених хрестоносцями землях Візантійської імперії підтримував проведення суворих заходів із примусового переходу православних під свою владу та прийняття греками латинських догматів. Дав початок встановленню на завойованій території режиму латинократії. Серед іншого, вимагав страт православних монахів, які відмовлялись латинізуватись.
1215 року скликав Четвертий Латеранський собор.
Взаємовідносини папи й Англії були складними. Після того, як папа наклав на Англію інтердикт (1208) і позбавив влади англійського короля Іоанна Безземельного (1209), останній 1213 року цілковито підкорився папі. Папа заборонив Франції війну проти Англії, на що французький король Філіп II Август заявив: «Папі немає справи до того, що відбувається між королями». За це папа наклав інтердикт і на Францію. Іоанн Безземельний домігся від папи визнання «великої хартії вольностей» (лат. Magna Charta) (1215) недійсною та відлучення баронів від Церкви. Васалами папи визнали себе також цар Болгарії (1204) та королі Арагону й Португалії. Будучи з 1198 року опікуном Фрідріха II Швабського, папа успадкував сицилійський престол і тимчасово підпорядкував собі Сицилійське королівство.
1204 року Іннокентій III пропонував Роману Мстиславовичу князю Волинському та Галицькому королівську корону.
З метою поширення впливу в Східній Європі Іннокентій III 1202 року санкціонував заснування Ордена мечоносців (лат. Fratres militiæ Christi Livoniae). 1215 року він організував хрестовий похід німецьких лицарів проти прусів. Домігся розширення Папської області за рахунок приєднання земель, що раніше належали імперії (але перерахованих в угоді дарування Карла Великого): Анкони (Марке), герцогства Сполето (Умбрія), Радікофано, тимчасово Романьї. Однак Болонью та Пентаполь він утримати не зміг. 1209 року коронував імператором Священної Римської імперії Оттона, герцога Саксонського. Проте вже у листопаді 1210 року він відлучив його від церкви за те, що той зайняв Романью та вирішив напасти на Неаполітанське королівство. 1212 року папа призначив імператором його супротивника Фрідріха, короля Неаполітанського, але не коронував його. Коли Фрідріх прибув до Риму прийняти корону, папа відмовився його коронувати, побоюючись його могутності та сподіваючись вигнати його з Італії, як перед тим Оттона. Обурений Фрідріх рушив до Німеччини та переміг Оттона. Але Іннокентій III вже на той час помер.